# Горний (Кушнаренковський район)
Го́рний (рос. Горный, башк. Горный) — присілок (у минулому селище) у складі Кушнаренковського району Башкортостану, Росія. Входить до складу Кушнаренковської сільської ради.
Населення — 6 осіб (2010; 2 у 2002).
Національний склад:
- росіяни — 100 %